# レボガン・モルーラ
レボガン・モルーラ（Lebogang Ghiba Morula、1966年12月18日 - 2024年8月7日）は、南アフリカの元サッカー選手。元南アフリカ代表。ポジションはミッドフィールダー。

## 来歴
1998年6月に親善試合で南アフリカ代表デビュー。直後の1998 FIFAワールドカップのメンバーでもあった。
2024年8月7日の夜、ムマカウの家族と住む自宅前で銃に撃たれて死去。57歳没。

## 代表歴

### 出場大会
- 南アフリカ代表
  - 1998 FIFAワールドカップ

### 試合数
- 国際Aマッチ 1試合 0得点（1998年）[1]

| 南アフリカ代表 | 国際Aマッチ | 国際Aマッチ |
| 年             | 出場        | 得点        |
| -------------- | ----------- | ----------- |
| 1998           | 1           | 0           |
| 通算           | 1           | 0           |